# Bernard Picart
Bernard Picart (Parigi, 11 giugno 1673 – Amsterdam, 8 maggio 1733) è stato un incisore francese.

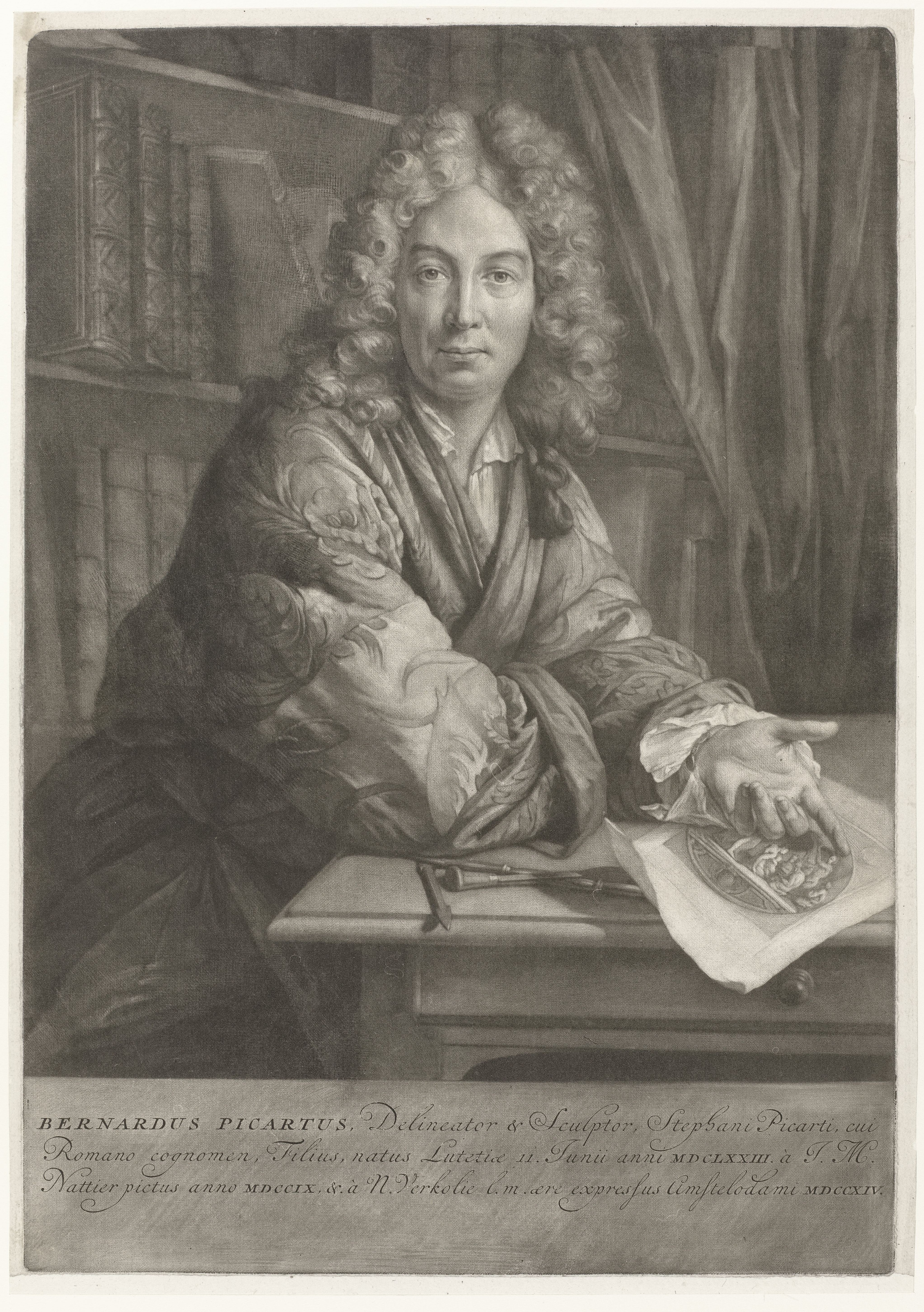
Bernard Picart effigiato da Jean-Marc Nattier nel 1715)

Fu uno tra i più acclamati incisori tra Sei e Settecento.

## Biografia

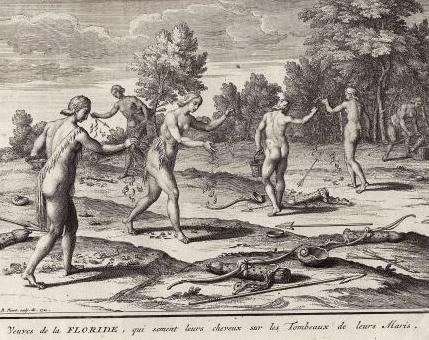
Una delle sei incisioni del piatto di rame raffiguranti gli Indiani di Florida (di 30 incisioni totali), Circa 1721, Volume Uno di "Cérémonies et Coutumes Religieuses de tous les Peuples du Monde" (Collezione privata di L.S. Morgan, St. Augustine Beach, Florida)

Bernard Picart iniziò quindicenne la sua attività e si affermò per la sua abilità fin dai tempi della prima gioventù. Era figlio d'arte. Il padre Etienne (1632-1721), detto il Romano, era ben noto per l'eccellenza del suo disegno e fu il suo primo maestro assieme a rinomati artisti dell'epoca come Sébastien Leclerc II 

Nel breve schizzo biografico redatto dalla seconda moglie, Anna Vincent, e pubblicato ad Amsterdam subito dopo la morte dell'artista, si ricorda l'attenzione che il famoso pittore di corte Charles Le Brun riservò all'artista, allora diciottenne, allorché questi ricevette il premio dell'Accademia delle Belle Arti.

Si spostò ad Anversa nel 1696, e trascorse un anno ad Amsterdam prima di ritornare in Francia nel 1698 a causa della morte della madre e dei malanni del padre. Dopo la morte di sua moglie nel 1708, egli si spostò definitivamente nella capitale olandese nel 1711, dove si convertì al Protestantesimo e si sposò nuovamente.

Fu un periodo intenso di vita artistica e intellettuale fra Picart e Marchand. L'artista frequentava Marchand e la cerchia di amici che si riuniva nel suo atelier a Parigi. In quegli anni Picart, come l'amico editore, maturò scelte artistiche e religiose importanti condividendo la critica alle superstizioni, alla credulità e alle manipolazioni legittimate, sia nel campo della politica sia nell'ambito teologico, in nome della fede e della vera religione. Un sodalizio intellettuale che rimase inalterato anche durante gli anni olandesi dei due personaggi. Picart e Marchand, del resto, avevano insieme lasciato Parigi e, al loro arrivo nei Paesi Bassi, avevano almeno per i primi tempi condiviso l'abitazione.

In questo arco di tempo Picart prestò la sua felice mano per illustrare i libri degli autori che a lui si rivolgevano. Rappresentava fisionomie, architetture, episodi e aneddoti narrati nelle pagine scritte, soggetti storici, numismatica, ritratti, scene di costume, passatempi galanti e attività cavalleresche che tanto piacevano a francesi, olandesi, belgi e svedesi.
La maggior parte dei suoi lavori furono raccolti in una sorta di libro illustrativo, che includeva la Bibbia e Ovidio. 

Il suo lavoro più importante è Cérémonies et coutumes religieuses de tous les peuples du monde, editato da Jean-Frédéric Bernard fra il 1723 e il 1743 e successivamente rieditato più volte, anche da Antoine Banier e Jean-Baptiste Le Mascrier (con il titolo Histoire générale des cérémonies religieuses de tous les peuples du monde). Jonathan I. Israel chiamò Cérémonies "un immenso sforzo per registrare i riti religiosi e le credenze del mondo in tutta la loro diversità nel modo più obiettivo e più autentico possibile". L'edizione originale francese delle Cérémonies comprende dieci libri di stampe e testi.
Israel afferma anche che Picart lasciò Parigi con Prosper Marchand, e che la sua collaborazione per le Cérémonies, con Jean-Frédéric Bernard, costituisce un impegno per la tolleranza religiosa. Picart, Marchand e Charles Levier appartenevano a quella che fu definita " una cricca radicale di ugonotti".

Picart era una persona estremamente laboriosa, come possiamo notare dall'elevato numero di produzioni che ci sono pervenute.
Nelle sue composizioni, ha cercato di imitare Antoine Coypel: nonostante ciò egli non ha nulla da invidiargli in quanto ad abbondanza e precisione. I suoi lavori sono molto curiosi e pungenti, in particolare per la varietà e la molteplicità dei soggetti presenti. Creava le illustrazioni e incideva lui stesso il rame, nonostante egli si sentisse più portato al disegno, e lo preferisse di gran lunga.

## Opere

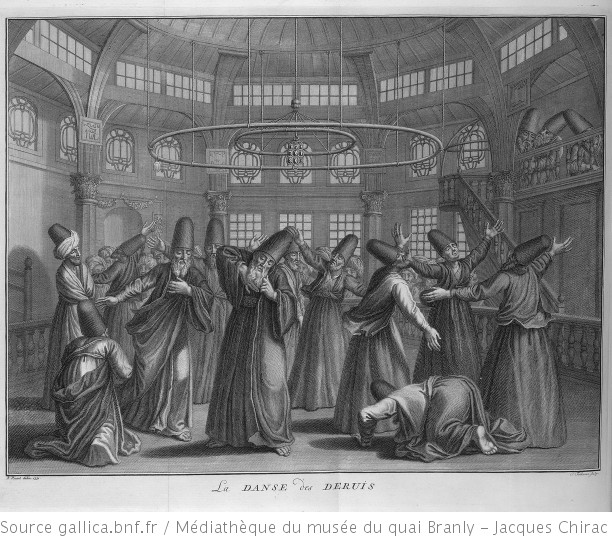
Bernard Picart, La danse des dervis (Cérémonies et coutumes religieuses de tous les peuples du monde, t. 5, 1737)

### "Cérémonies" incisioni
- Vol. 1: (1727) Asie, Afrique and Amérique (Asia, Africa and America)- 30 incisioni
- Vol. 2 - 33 incisioni (1727)
- Vol. 3 - 19 incisioni (1728)
- Vol. 4 - 14 incisioni (1729)
- Vol. 5 - 26 incisioni (1736)
- Vol. 6 - 45 incisioni (1738)
- Vol. 7 - 58 incisioni
- Vol. 8 - 5 incisioni
- Vol. 9 - 24 incisioni
- Vol. 10- 12 incisioni

### Il Tempio delle Muse
Questo era un libro illustrato dei più popolari racconti di Ovidio pubblicato nel 1733 in olandese (Tempel der Zanggodinnen), nel 1738 in Inglese, e nel 1742 in Francese da Zacharias Chatelain. Le incisioni hanno didascalie in francese, inglese, tedesco e olandese. Gli artisti coinvolti sono stati Michel de Marolles, Bernard Picart, Jacques Favereau, Abraham van Diepenbeeck, and Cornelis Bloemaert. Un'imitazione esatta della versione olandese è stata pubblicata nel 1968.